# Pescado a la veracruzana
El pescado a la veracruzana es un plato típico de gastronomía de Veracruz, México, originario de la región de Sotavento. Se usa algún pescado blanco como tilapia, róbalo, cazón, basa, cabrilla... etc. sin embargo, el pescado por excelencia usado para esta receta es el pargo rojo, más conocido en este país como huachinango, ya que es muy apreciado por la fineza de su carne. El pescado se cocina en salsa veracruzana, una salsa elaborada con jitomate, cebolla, ajo, aceitunas, alcaparras, orégano, perejil fresco, hojas de laurel, aceite de oliva, pimienta y sal. Es una de las pocas salsas de la gastronomía mexicana que no es picante, aunque si así se desea, se puede agregar chile cuaresmeño o güero. Dependiendo de cada hogar, también se pueden agregar otros ingredientes: azúcar, pasitas, pimiento morrón, zanahoria... etc. Finalmente, se acompaña con guarnición de papas cambray o arroz blanco.

## Preparación
Tradicionalmente, se utiliza Lutjanus campechanus, llamado huachinango en México, o también pargo rojo. Se suele cocinar entero, aunque si se cocina fileteado ayuda a que se integre mejor la salsa con la carne y, al desespinarse antes, no se encuentran luego espinas no deseadas. Lo común es primero eviscerarlo y marinarlo en jugo de limón, sal, pimienta, nuez moscada y ajo. La salsa está hecha de cebolla, ajo, tomate, jalapeños, aceitunas y hierbas, y el pescado se hornea con la salsa hasta que esté tierno. También se pueden usar alcaparras y pasas. Si el pargo rojo no está disponible, se puede sustituir otro tipo de pez de roca. El plato se sirve tradicionalmente con pequeñas papas asadas y arroz blanco al estilo mexicano.

## Galería

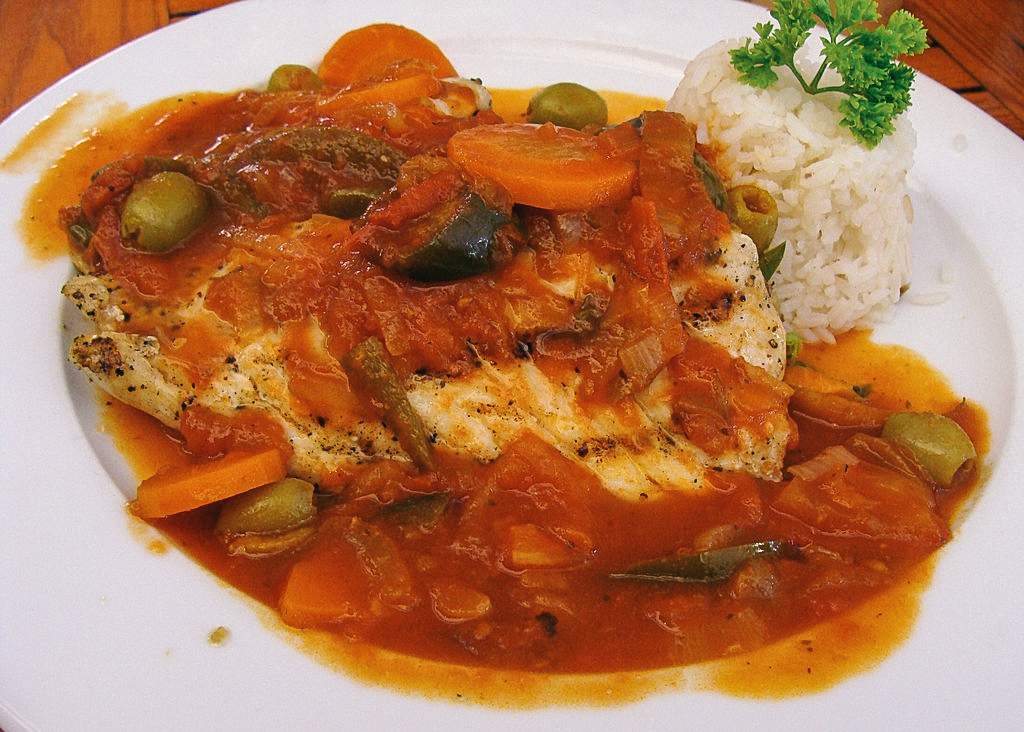
Pescado blanco a la veracruzana.
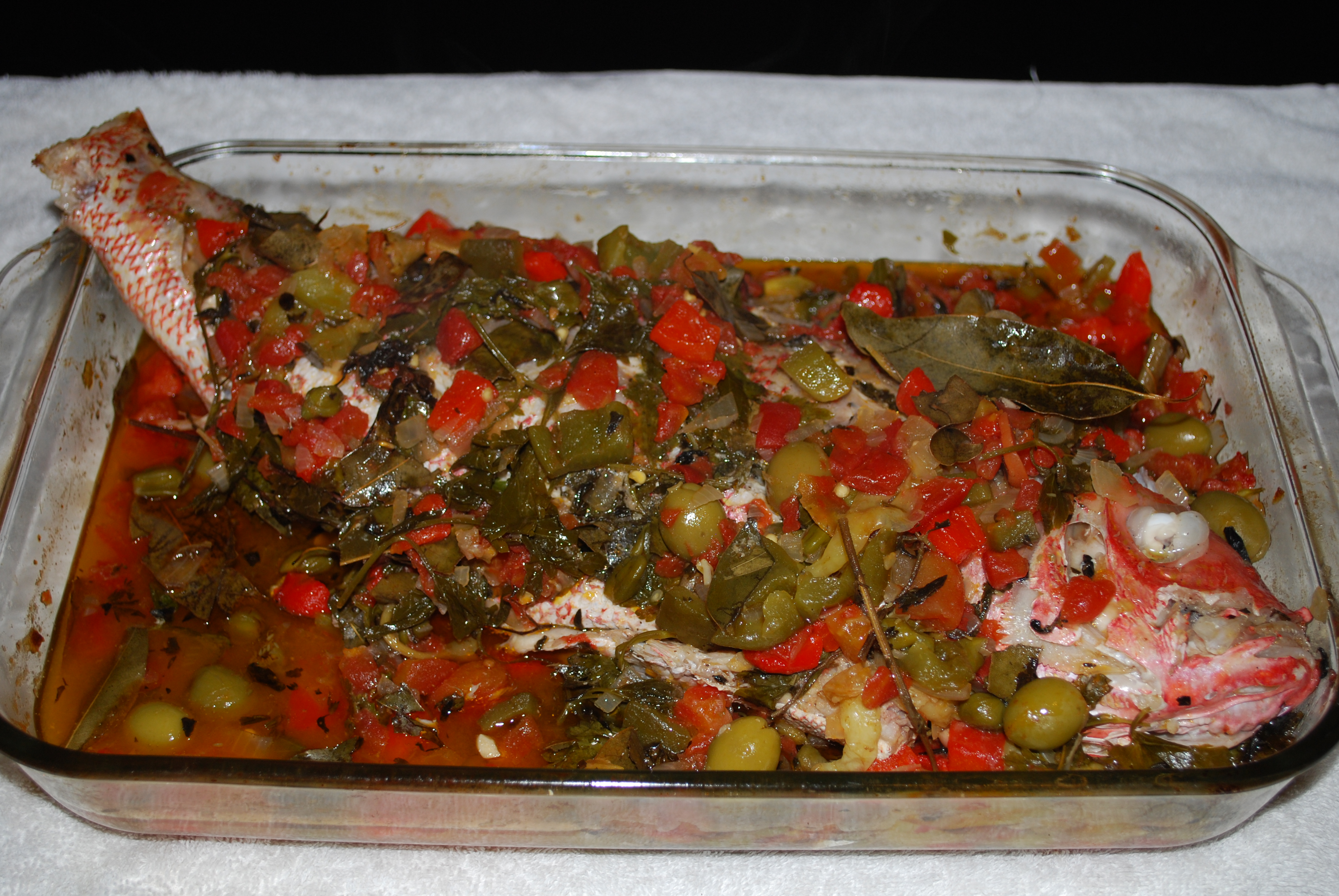
Huachinango entero a la veracruzana.